# Oxazolona

5-(4H)-oxazolona.

El término oxazolona puede hacer referencia a 5 compuestos químicos diferentes. La oxazolona es el nombre general que se le da al oxazol con un grupo cetona.
Las 5 oxazolonas posibles (dependiendo de que el grupo cetona esté en la posición 2, 4 o 5 y de donde se localice el doble enlace del oxazol), son:
- 2-(3H)oxazolona.
- 2-(5H)oxazolona.
- 4-(5H)-oxazolona.
- 5-(2H)-oxazolona.
- 5-(4H)-oxazolona.

Todos son isómeros de posición entre sí, difiriendo en la posición del grupo cetona unido al oxazol.
También es un alérgeno químico utilizado para los experimentos inmunológicos, en particular para los experimentos sobre la hipersensibilidad de tipo retardado. Su nombre químico sistemático es 4-etoximetilen-2-feniloxazol-5-ona y se encuentra disponible comercialmente. La estructura química de este alérgeno es la siguiente:
Este alérgeno es un derivado de la 5-(4H)-oxazolona, con un grupo fenilo en la posición 2 y un grupo etoximetileno en la posición 4.
La 4-(5H)-oxazolona, o simplemente, 4-oxazolona, es formalmente una lactama, y está presente en varios medicamentos (fenozolona, tozalinona, ciclazodona, reclazepam, etc.).
Las 5-oxazolonas sustituidas también pueden considerarse como los productos de ciclación de los N-acil α-aminoácidos, convirtiéndolos en lactonas, y en ocasiones se denominan azlactonas o azalactonas.

## Otros derivados de oxazolona
Existen derivados hidrogenados de las oxazolonas. Se puede hidrogenar el doble enlace de las oxazolonas (en las condiciones de reacción adecuadas), y obtener así 3 posibles isómeros:
- 2-oxazolidona
- 4-oxazolidona
- 5-oxazolidona